# Waalse Pijl 1978
De 42e editie van de Belgische wielerwedstrijd de Waalse Pijl werd gehouden op donderdag 20 april 1978. Start en finish waren voor het vijfde en laatste jaar in Verviers. Het parcours door de Ardennen had een lengte van 223 kilometer. 
Aan het vertrek op de Place Marché verschenen 160 renners, van wie 55 de aankomst op de Rue du Palais bereikten.

## Verloop
De Nederlander Joop Zoetemelk, de winnaar van 1976, leek op weg naar zijn tweede zege. Hij ging met nog vijf kilometer te gaan in het offensief, maar werd tweehonderd meter voor de streep ingehaald door de jagende groep van zes achtervolgers. Michel Laurent toonde zich het snelste in de sprint. Hij was vijftien jaar na Raymond Poulidor de tweede Fransman die deze Waalse klassieker won.

## Uitslag
| Waalse Pijl 1978 |                          |                         |          |
| Plaats           | Naam                     | Ploeg                   | Tijd     |
| Winnaar          | Michel Laurent           | Peugeot-Esso-Michelin   | 5u56'22" |
| 2                | Gianbattista Baronchelli | Scic-Bottecchia         | z.t.     |
| 3                | Dietrich Thurau          | IJsboerke-Gios          | z.t.     |
| 4                | Gerrie Knetemann         | TI-Raleigh              | z.t.     |
| 5                | Michel Pollentier        | Flandria-Velda-Lano     | z.t.     |
| 6                | Hennie Kuiper            | TI-Raleigh              | z.t      |
| 7                | Joop Zoetemelk           | Miko-Mercier-Hutchinson | z.t      |
| 8                | Henk Lubberding          | TI-Raleigh              | + 1'15"  |
| 9                | Sven-Åke Nilsson         | Miko-Mercier-Hutchinson | z.t.     |
| 10               | Joseph Bruyère           | C&A                     | + 1'50"  |

1936 · 1937 · 1938 · 1939 · 1940 · 1941 · 1942 · 1943 · 1944 · 1945 · 1946 · 1947 · 1948 · 1949 · 1950 · 1951 · 1952 · 1953 · 1954 · 1955 · 1956 · 1957 · 1958 · 1959 · 1960 · 1961 · 1962 · 1963 · 1964 · 1965 · 1966 · 1967 · 1968 · 1969 · 1970 · 1971 · 1972 · 1973 · 1974 · 1975 · 1976 · 1977 · 1978 · 1979 · 1980 · 1981 · 1982 · 1983 · 1984 · 1985 · 1986 · 1987 · 1988 · 1989 · 1990 · 1991 · 1992 · 1993 · 1994 · 1995 · 1996 · 1997 · 1998 · 1999 · 2000 · 2001 · 2002 · 2003 · 2004 · 2005 · 2006 · 2007 · 2008 · 2009 · 2010 · 2011 · 2012 · 2013 · 2014 · 2015 · 2016 · 2017 · 2018 · 2019 · 2020 · 2021 · 2022 · 2023 · 2024 · 2025 · 2026
Lijst van beklimmingen